# Oscarsgalan 1993
Oscarsgalan 1993 var den 65:e upplagan av Oscarsgalan som sändes från Dorothy Chandler Pavilion i Los Angeles den 29 mars 1993. Programledare var Billy Crystal för fjärde gången i rad.

## Vinnare och nominerade
Vinnarna listas i fetstil.
| Bästa film | Bästa regi |
| --- | --- |

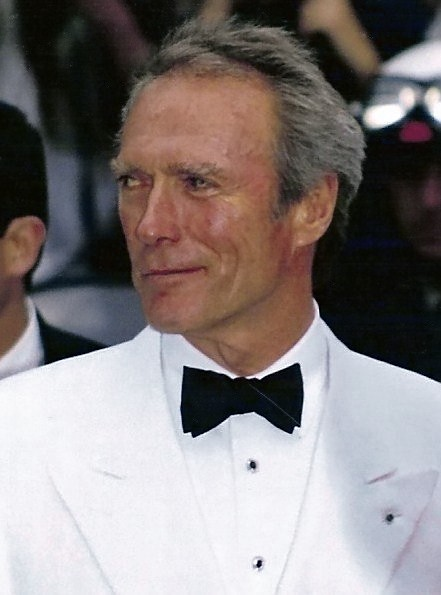
Clint Eastwood
Bästa film och Bästa regi

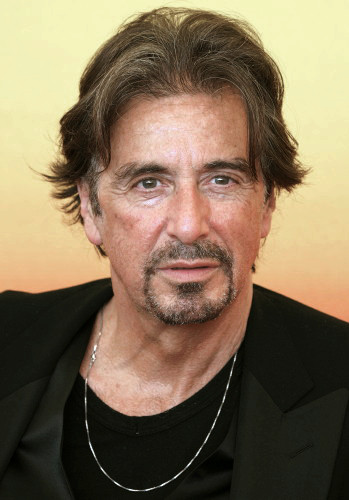
Al Pacino
Bästa manliga huvudroll

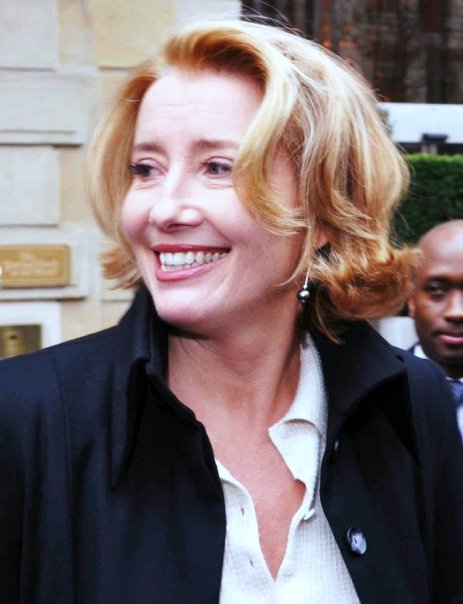
Emma Thompson
Bästa kvinnliga huvudroll

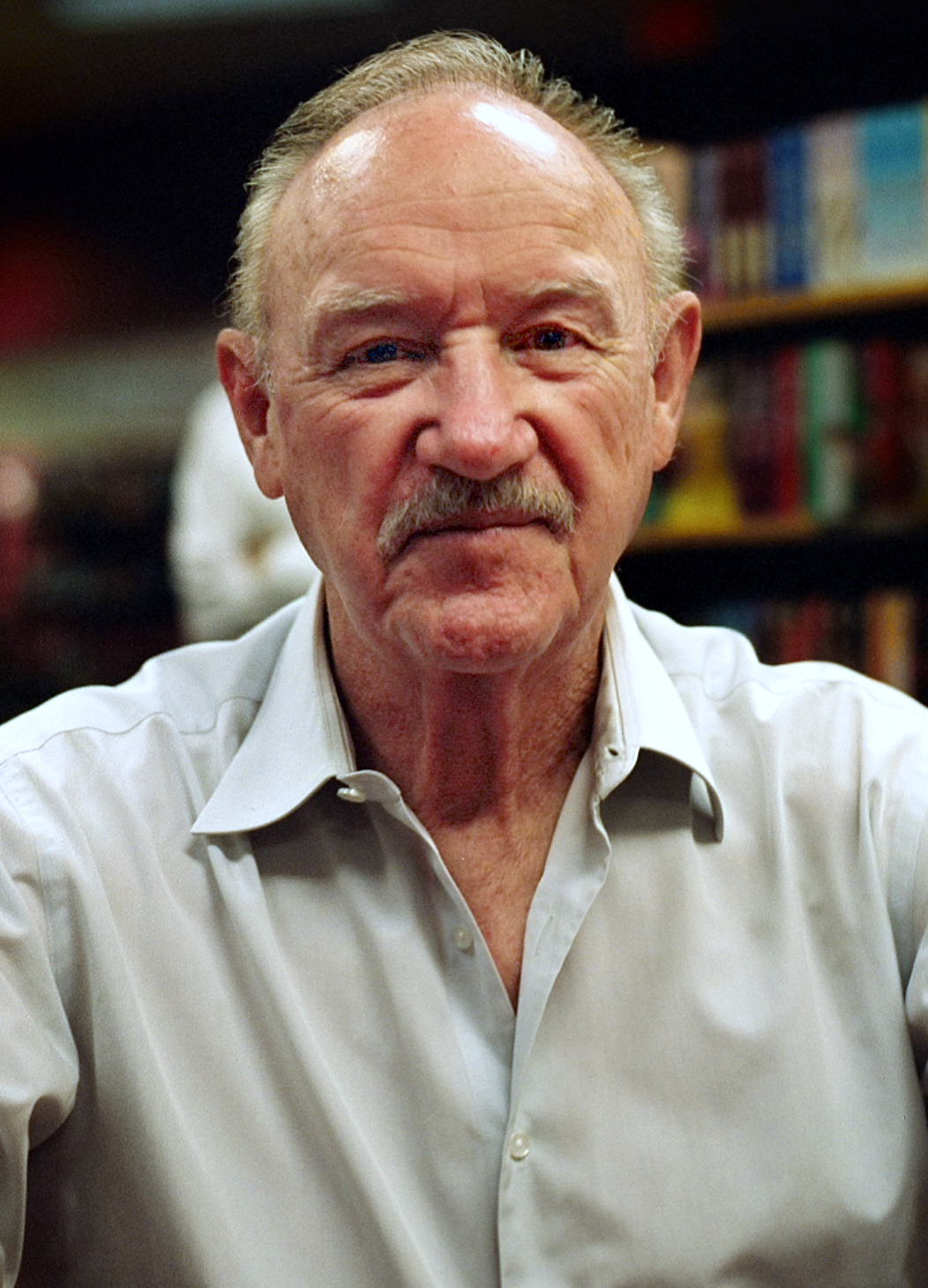
Gene Hackman
Bästa manliga biroll

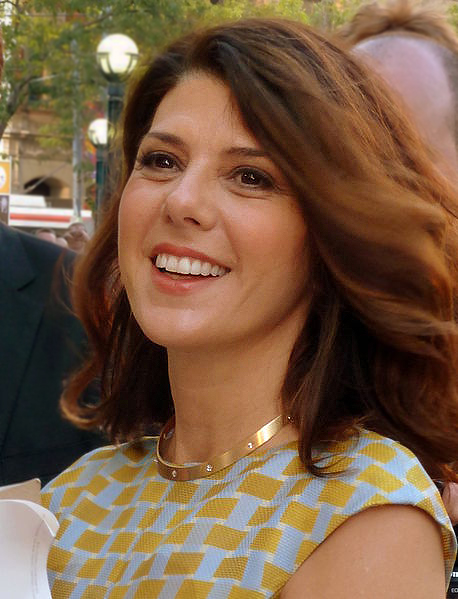
Marisa Tomei
Bästa kvinnliga biroll

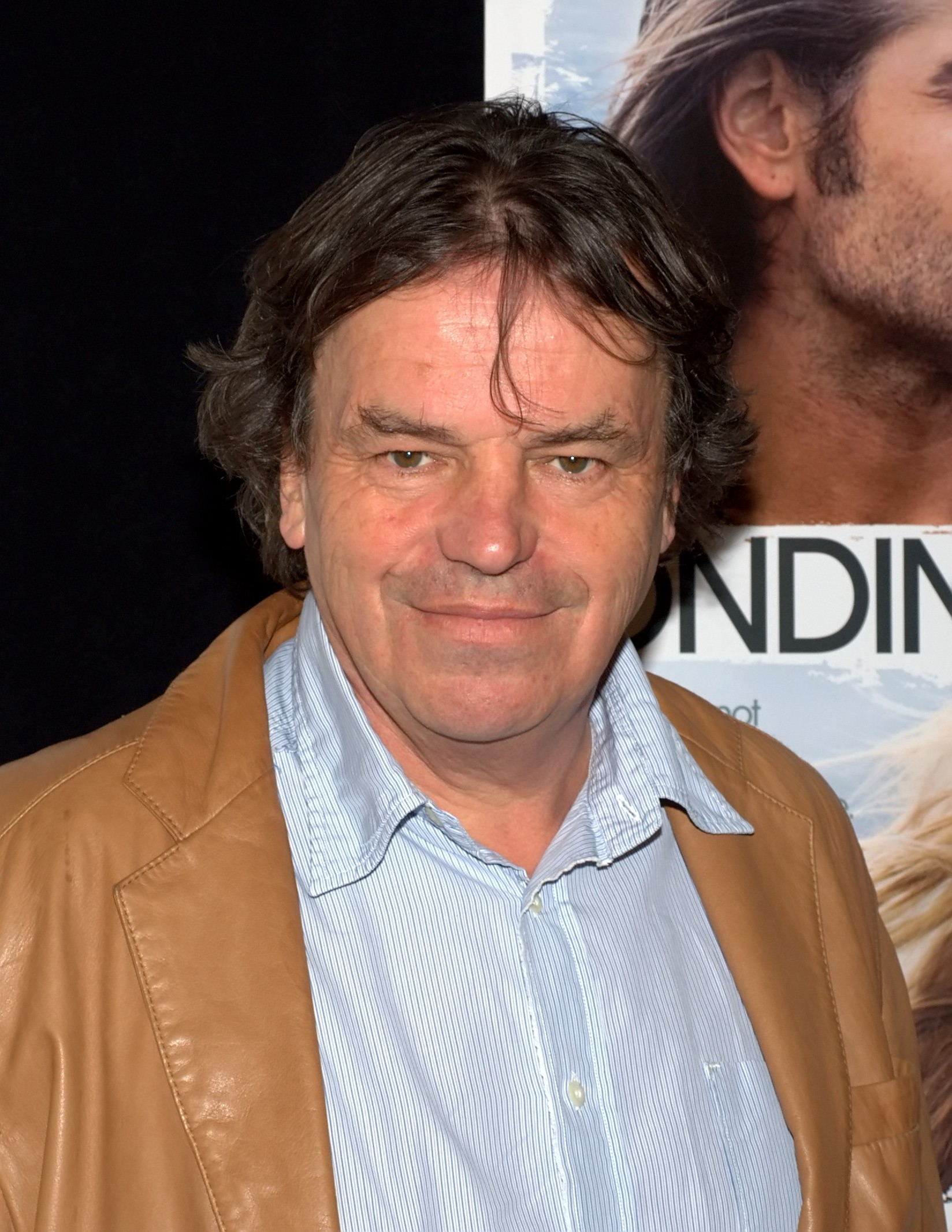
Neil Jordan
Bästa originalmanus

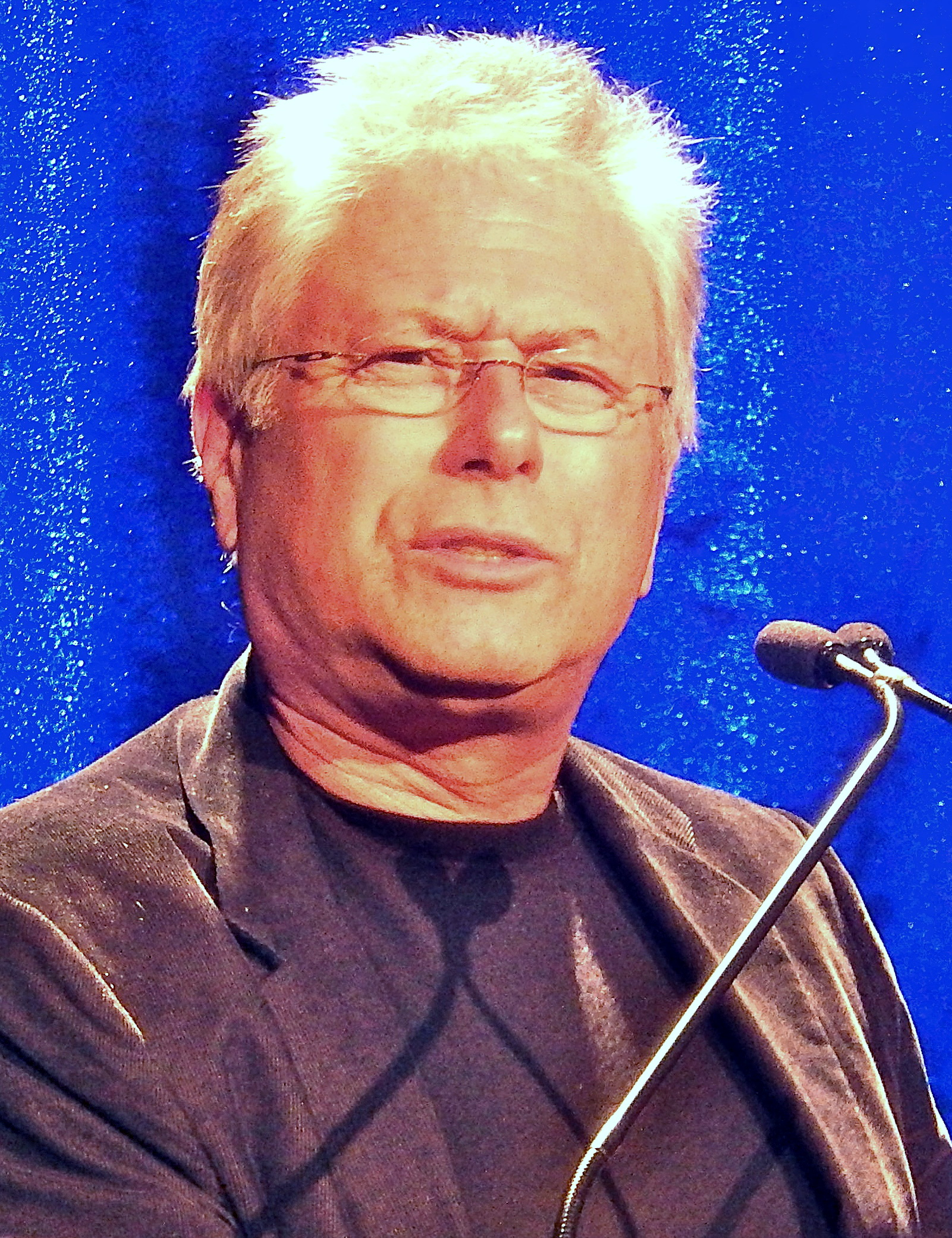
Alan Menken
Bästa filmmusik och Bästa sång

| - De skoningslösa – Clint Eastwood - The Crying Game – Stephen Woolley - På heder och samvete – David Brown, Rob Reiner och Andrew Scheinman - Howards End – Ismail Merchant - En kvinnas doft – Martin Brest | - Clint Eastwood – De skoningslösa - Robert Altman – Spelaren - Martin Brest – En kvinnas doft - James Ivory – Howards End - Neil Jordan – The Crying Game |
| Bästa manliga huvudroll | Bästa kvinnliga huvudroll |
| - Al Pacino – En kvinnas doft - Robert Downey, Jr. – Chaplin - Clint Eastwood – De skoningslösa - Stephen Rea – The Crying Game - Denzel Washington – Malcolm X | - Emma Thompson – Howards End - Catherine Deneuve – Indochine - Mary McDonnell – Passion Fish - Michelle Pfeiffer – Love Field - Susan Sarandon – Lorenzos olja |
| Bästa manliga biroll | Bästa kvinnliga biroll |
| - Gene Hackman – De skoningslösa - Jaye Davidson – The Crying Game - Jack Nicholson – På heder och samvete - Al Pacino – Glengarry Glen Ross - David Paymer – Mr. Saturday Night | - Marisa Tomei – Min kusin Vinny - Judy Davis – Fruar och äkta män - Joan Plowright – En förtrollad april - Vanessa Redgrave – Howards End - Miranda Richardson – Begär |
| Bästa originalmanus | Bästa manus efter förlaga |
| - The Crying Game – Neil Jordan - Fruar och äkta män – Woody Allen - Lorenzos olja – George Miller och Nick Enright - Passion Fish – John Sayles - De skoningslösa – David Webb Peoples | - Howards End – Ruth Prawer Jhabvala - En förtrollad april – Peter Barnes - Spelaren – Michael Tolkin - Där floden flyter fram – Richard Friedenberg - En kvinnas doft – Bo Goldman |
| Bästa icke-engelskspråkiga film | |
| - Indochine – Régis Wargnier - Schtonk! – Helmut Dietl - Daens – Stijn Coninx - Urga - kärlekens tecken – Nikita Mikhalkov - Någonstans på jorden – Adolfo Aristarain | |
| Bästa dokumentär | Bästa kortfilmsdokumentär |
| - The Panama Deception – Barbara Trent och David Kasper - Changing Our Minds: The Story of Dr. Evelyn Hooker – David Haugland - Fires of Kuwait – Sally Dundas - Liberators: Fighting on Two Fronts in World War II – William Miles och Nina Rosenblum - Music for the Movies: Bernard Herrmann – Margaret Smilow och Roma Baran | - Educating Peter – Thomas C. Goodwin och Gerardine Wurzburg - At the Edge of Conquest: The Journey of Chief Wai-Wai – Geoffrey O'Connor - Beyond Imagining: Margaret Anderson and the 'Little Review' – Wendy L. Weinberg - The Colours of My Father: A Portrait of Sam Borenstein – Richard Elson och Sally Bochner - When Abortion Was Illegal: Untold Stories – Dorothy Fadiman                                                  |
| Bästa kortfilm | Bästa animerade kortfilm |
| - Omnibus – Sam Karmann - Kontakt med fienden – Jonathan Darby och Jana Sue Memel - Cruise Control – Matt Palmieri - The Lady in Waiting – Christian M. Taylor - Swan Song – Kenneth Branagh | - Mona Lisa Descending a Staircase – Joan C. Gratz - Adam – Peter Lord - Reci, reci, reci – Michaela Pavlátová - The Sandman – Paul Berry - Screen Play – Barry Purves |
| Bästa filmmusik | Bästa sång |
| - Aladdin – Alan Menken - Basic Instinct – Jerry Goldsmith - Chaplin – John Barry - Howards End – Richard Robbins - Där floden flyter fram – Mark Isham | - "A Whole New World" från Aladdin – Musik av Alan Menken; Text av Tim Rice - "Beautiful Maria of My Soul" från Mambo Kings – Musik av Robert Kraft; Text av Arne Glimcher - "Friend Like Me" från Aladdin – Musik av Alan Menken; Text av Howard Ashman (postum) - "I Have Nothing" från Bodyguard – Musik av David Foster; Text av Linda Thompson - "Run to You" från Bodyguard – Musik av Jud Friedman; Text av Allan Dennis Rich |
| Bästa ljudredigering | Bästa ljud |
| - Bram Stokers Dracula – Tom C. McCarthy och David E. Stone - Aladdin – Mark A. Mangini - Under belägring – John Leveque och Bruce Stambler | - Den siste mohikanen – Chris Jenkins, Doug Hemphill, Mark Smith och Simon Kaye - Aladdin – Terry Porter, Mel Metcalfe, David J. Hudson och Doc Kane - På heder och samvete – Kevin O'Connell, Rick Kline och Robert Eber - Under belägring – Donald O. Mitchell, Frank A. Montaño, Rick Hart och Scott D. Smith - De skoningslösa – Les Fresholtz, Vern Poore, Rick Alexander och Rob Young                                         |
| Bästa scenografi | Bästa foto |
| - Howards End – Luciana Arrighi och Ian Whittaker - Bram Stokers Dracula – Thomas E. Sanders och Garrett Lewis - Chaplin – Stuart Craig och Chris A. Butler - Toys – Ferdinando Scarfiotti och Linda DeScenna - De skoningslösa – Henry Bumstead och Janice Blackie-Goodine                                                      | - Där floden flyter fram – Philippe Rousselot - Hoffa – Stephen H. Burum - Howards End – Tony Pierce-Roberts - Älskaren – Robert Fraisse - De skoningslösa – Jack N. Green |
| Bästa smink | Bästa kostym |
| - Bram Stokers Dracula – Greg Cannom, Michèle Burke och Matthew W. Mungle - Batman - Återkomsten – Ve Neill, Ronnie Specter och Stan Winston - Hoffa – Ve Neill, Greg Cannom och John Blake | - Bram Stokers Dracula – Eiko Ishioka - En förtrollad april – Sheena Napier - Howards End – Jenny Beavan, John Bright - Malcolm X – Ruth E. Carter - Toys – Albert Wolsky |
| Bästa klippning | Bästa specialeffekter |
| - De skoningslösa – Joel Cox - Basic Instinct – Frank J. Urioste - The Crying Game – Kant Pan - På heder och samvete – Robert Leighton - Spelaren – Geraldine Peroni | - Döden klär henne – Ken Ralston, Doug Chiang, Douglas Smythe och Tom Woodruff Jr. - Alien³ – Richard Edlund, Alec Gillis, Tom Woodruff Jr. och George Gibbs - Batman - Återkomsten – Michael L. Fink, Craig Barron, John Bruno och Dennis Skotak |

### Heders-Oscar
- Federico Fellini

### Jean Hersholt Humanitarian Award
- Elizabeth Taylor
- Audrey Hepburn (postum)

### Filmer med flera nomineringar
- 9 nomineringar: De skoningslösa och Howards End
- 6 nomineringar: The Crying Game
- 5 nomineringar: Aladdin
- 4 nomineringar: Bram Stokers Dracula, En kvinnas doft och På heder och samvete
- 3 nomineringar: Chaplin, Där floden flyter fram, En förtrollad april och Spelaren
- 2 nomineringar: Basic Instinct, Batman - Återkomsten, Bodyguard, Fruar och äkta män, Hoffa, Indochine, Lorenzos olja, Malcolm X, Passion Fish, Toys och Under belägring

### Filmer med flera vinster
- 4 vinster: De skoningslösa
- 3 vinster: Bram Stokers Dracula och Howards End
- 2 vinster: Aladdin

### Sveriges bidrag
Sverige skickade in Änglagård till galan som det svenska bidraget för priset i kategorin Bästa icke-engelskspråkiga film. Den blev inte nominerad.